# Limba japoneză clasică
Limba japoneză clasică (文語, bungo) este forma literară a limbii japoneze bazată pe limba vorbită în perioada Heian (anii 794–1185), dar prezentând și unele influențe ulterioare. Japoneza clasică a reprezentat standardul folosit de scriitorii japonezi până în prima jumătate a secolului al XX-lea, la începutul Perioadei Showa, deși încă de la sfârșitul Perioadei Meiji tot mai mulți scriitori au trecut la limba vorbită. După al Doilea Război Mondial majoritatea ziarelor și documentelor oficiale au renunțat și ele la stilul clasic, acesta rămânând să fie practicat doar de genuri tradiționale precum haiku.
Începutul limbii japoneze clasice este marcat de câteva scrieri celebre ale secolelor X-XI:
- 竹取物語 Taketori monogatari (Povestea tăietorului de bambuși), cunoscută și sub numele かぐや姫の物語 Kaguya-hime no monogatari (Povestea prințesei Kaguya),
- 伊勢物語 Ise monogatari,
- 源氏物語 Genji monogatari